# Palazzo Mazzola
Il palazzo Mazzola è un palazzo  rinascimentale di Asti. È situato in via Cardinal Massaia angolo via Buon Pastore nel Rione Cattedrale. Dal 1980 è la sede dell'archivio storico del Comune di Asti.

## Vicende storiche

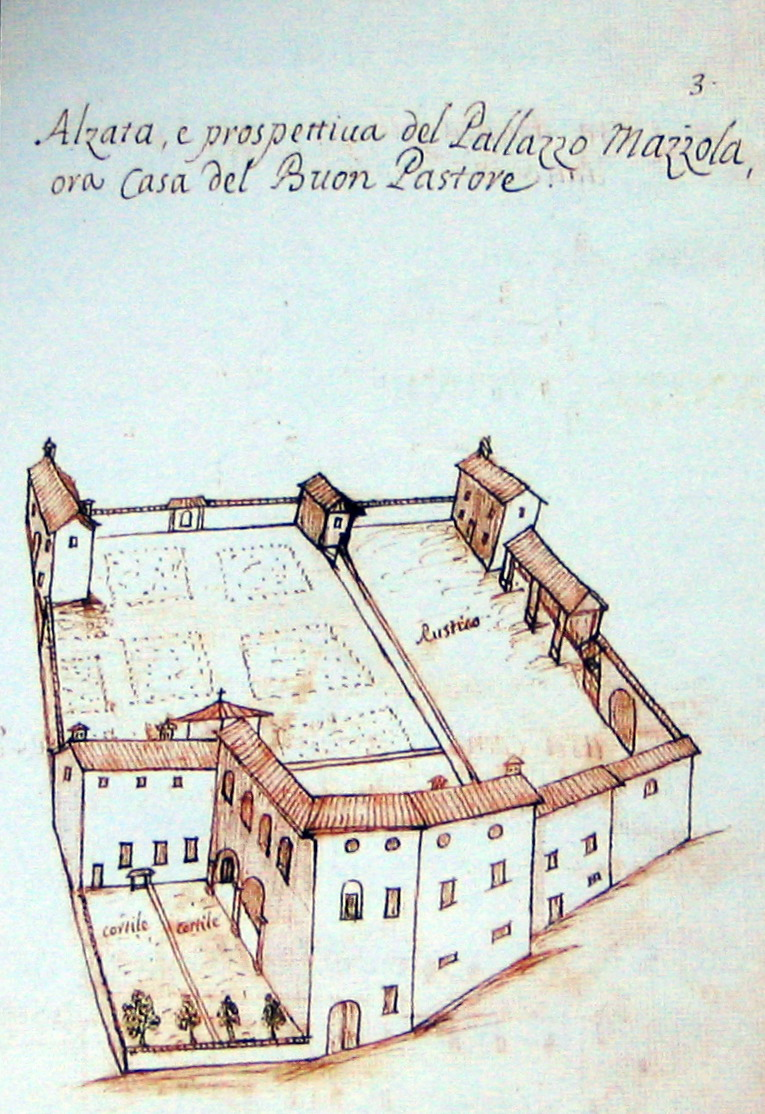
Palazzo Mazzola in un disegno del XVIII secolo

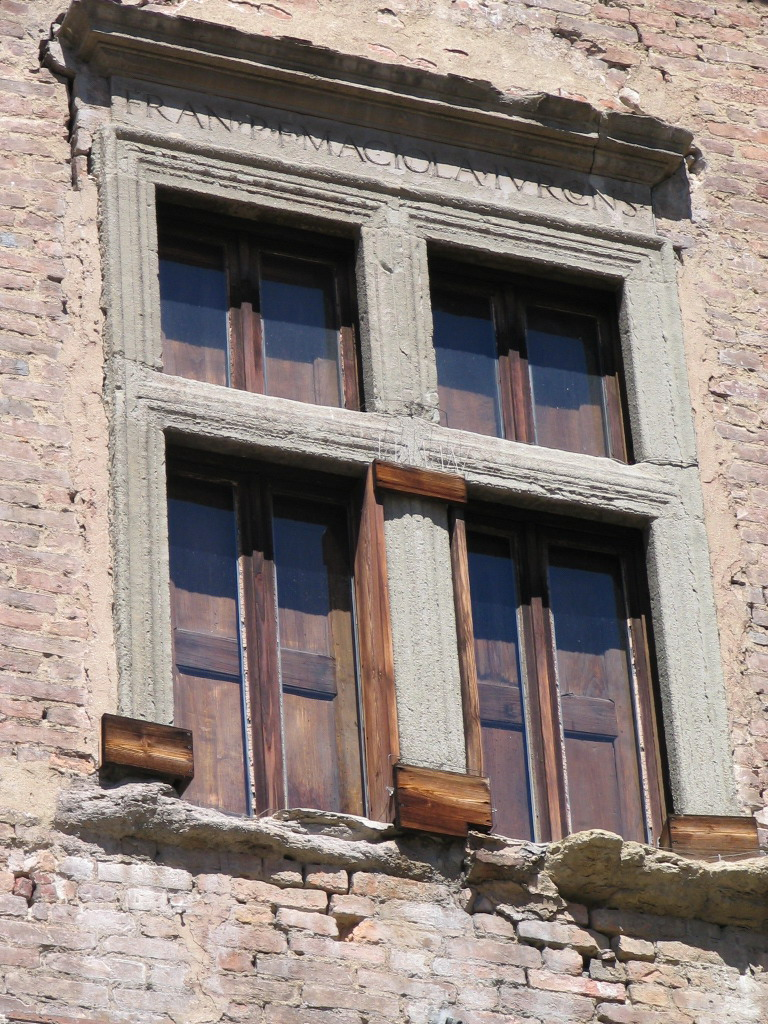
finestra guelfa

L'edificio è stato costruito probabilmente nel XIII secolo, a conferma di ciò, sono le tre finestre con arco "a roncola" che si affacciano in via Buon Pastore. Il suo attuale assetto fu completato nel 1516 su commissione del giureconsulto e conte palatino Francesco Mazzola. Nel 1710, Filippo Mazzola donò il palazzo all'opera pia "Buon Pastore", istituto destinato  ad ospitare "giovani pericolanti e pericolate e infanti abbondanti". Nel 1979, con la soppressione dell'opera pia, il palazzo è diventato sede dell'archivio storico del Comune.

## Il palazzo

### L'esterno
Insieme a palazzo Malabaila, è uno dei pochi esempi di architettura rinascimentale ad Asti.
È una costruzione a pianta rettilinea irregolare, con bracci laterali, cortile a nord e giardino a sud.
La facciata principale ha subito moltissimi rifacimenti. Era suddivisa in due piani mediante una grande cornice in marmo istoriata con cordoli in pietra grigia, ormai andata perduta. Anche ai lati del portone principale erano presenti decorazioni in arenaria, di cui rimangono pochi resti in estremo degrado.
Il secondo piano presentava finestre "crociate" (o guelfe)  delle quali solo una si è conservata fino ad oggi.

### L'interno
L'interno, meglio conservato, presenta due cortili. Il primo, attiguo al palazzo, presentava un portico a due campate, murato nel Novecento. Il secondo cortile, prospiciente il giardino, presenta un portico di quattro arcate con colonne in laterizio e capitelli dorici.
Il corridoio e lo scalone cinquecenteschi, presentano volte a botte.
Al piano terra, nella sala magna, è di notevole valore artistico il soffitto ligneo a cassettoni, decorato con dipinti secenteschi di imprese e motti della famiglia Mazzola.
Al piano nobile, si trovano soffitti a cassettoni in parte ancora nascosti da voltine ottocentesche.

## L'Archivio storico comunale
L'archivio conserva documenti dell'amministrazione comunale a partire dal X secolo fino ai giorni nostri.
Il più antico risale all'anno 947; i documenti medievali più importanti sono:
- il Codice Catenato (secolo XIV), o codice degli statuti, contenente le norme di carattere civile, penale e amministrativo, oltre ad atti notarili patrimoniali
- il Codex Astensis (secolo XIV) che contiene tra l'altro, oltre a documenti relativi alle cariche pubbliche, alle famiglie nobili astigiane, anche  documenti relativi ai rapporti tra Asti e l'Impero
- i Cartari della certosa di Valmanera, relativi ai rapporti tra il Comune di Asti e gli organi ecclesiastici e laici operanti sul territorio
- gli Ordinati comunali sotto la dominazione viscontea, raccolte di provvedimenti relativi alla vita della città
- i documenti relativi al dominio orleanese fino al 1531, anno in cui la città venne ceduta ai Savoia

Inoltre sono presenti documenti relativi ai tre secoli di dominio sabaudo, documenti del periodo  napoleonico, e quelli relativi alla Restaurazione.
L'Archivio storico conserva documenti relativi a feste, fiere, manifestazioni, censimenti, statistiche varie, e tutti gli archivi dei comuni soppressi entrati a far parte del comune di Asti tra la fine del secolo scorso ed il 1929.
È presente anche una fornita fototeca comprendente immagini di personaggi, luoghi, architetture e avvenimenti a partire dalla seconda metà dell'Ottocento, arricchita negli anni dai "fondi" Secondo Pia, "Angelo Gatti", "L.Borelli", "D.Massasso", "L.Quaglia".

### La sala del Palio
Una sala di palazzo Mazzola è dedicata all'esposizione dei documenti più significativi riguardanti la corsa del Palio di Asti.
In particolare sono esposti:
- il più antico documento tratto dal memoriale di Guglielmo Ventura, dove si riporta che gli astesi, in seguito alla vittoria sulla città di Alba nel 1275, decisero, in segno di scherno, di correre il Palio sotto le mura della città nemica, "come si soleva correrlo ad Asti durante le feste di  san Secondo"
- Il documento attestante la convenzione del 1545 stipulata tra il Comune di Asti ed il duca Emanuele Filiberto di Savoia, di mantenimento dei privilegi per le festività di san Secondo
- documenti  relativi a verbali di presentazione del Palio, con relativi partecipanti dal Seicento fino alla metà dell'Ottocento
- documento del 1749, raffigurante il percorso della corsa "alla lunga"
- documenti  napoleonici attestanti i premi
- manifesti e bozzetti relativi alle edizioni dal 1929 al 1935

## La famiglia Mazzola
La presenza della famiglia Mazzola ad Asti è documentata fin dal Quattrocento. Erano nobili "de populo", consignori di Villadeati, Murisengo e Grana Monferrato. Si tratta di una famiglia a tradizione notarile; tra i suoi membri si annoverano  Giacomo, sepolto in cattedrale,  Francesco più volte consigliere comunale  nel Cinquecento.
Filippo Mazzola e la moglie  Maria Maddalena, dopo aver ceduto il palazzo all'opera pia nel 1710, continuarono ad abitarne una parte. Con la loro morte si estinse la famiglia.